# Daniela Meuliová
Daniela Meuliová (* 6. listopadu 1981, Davos) je bývalá švýcarská snowboardistka.
Na olympijských hrách v Turíně roku 2006 vyhrála závod v paralelním obřím slalomu. Je rovněž mistryní světa z paralelního slalomu z roku 2005. V této disciplíně byla též třikrát celkovou vítězkou světového poháru (2003/04, 2004/05, 2005/06). Zaznamenala ve světovém poháru 22 vítězných závodů. Závodní kariéru ukončila roku 2006, ve 25 letech, s tím, že všechny sportovní sny si již splnila a chce odejít na vrcholu. Vystudovala pak učitelství tělesné výchovy na ETH v Curychu. Od března 2007 je trenérkou švýcarského ženské reprezentace v závodech horských kol. Učí rovněž tělesnou výchovu na střední škole v rodném Davosu.